# Lewistown (Montana)
Pour les articles homonymes, voir Lewistown.
La ville américaine de Lewistown est le siège du comté de Fergus, dans l’État du Montana. Lors du recensement de 2000, sa population a été estimée à 5 813 habitants.
Lewistown a été le site d’une ruée vers l’or dans les années 1880.

## Personnalités liées à la ville
L’astronaute Loren Acton est né à Lewistown en 1936.